# Алимбет (река)
Алимбе́т — река в России, протекает по Кувандыкскому и Каргалинскому районам Оренбургской области России и Актюбинской области Казахстана. Устье реки находится в 1595 км от устья реки Урал по левому берегу. Длина реки составляет 45 км. Площадь водосборного бассейна — 411 км². Название происходит от казахского мужского личного имени Алимбет.

## Данные водного реестра
По данным государственного водного реестра России относится к Уральскому бассейновому округу, водохозяйственный участок реки — Урал от города Орск до впадения реки Сакмара. Речной бассейн реки — Урал (российская часть бассейна).
Код объекта в государственном водном реестре — 12010000812112200004140.

## Галерея

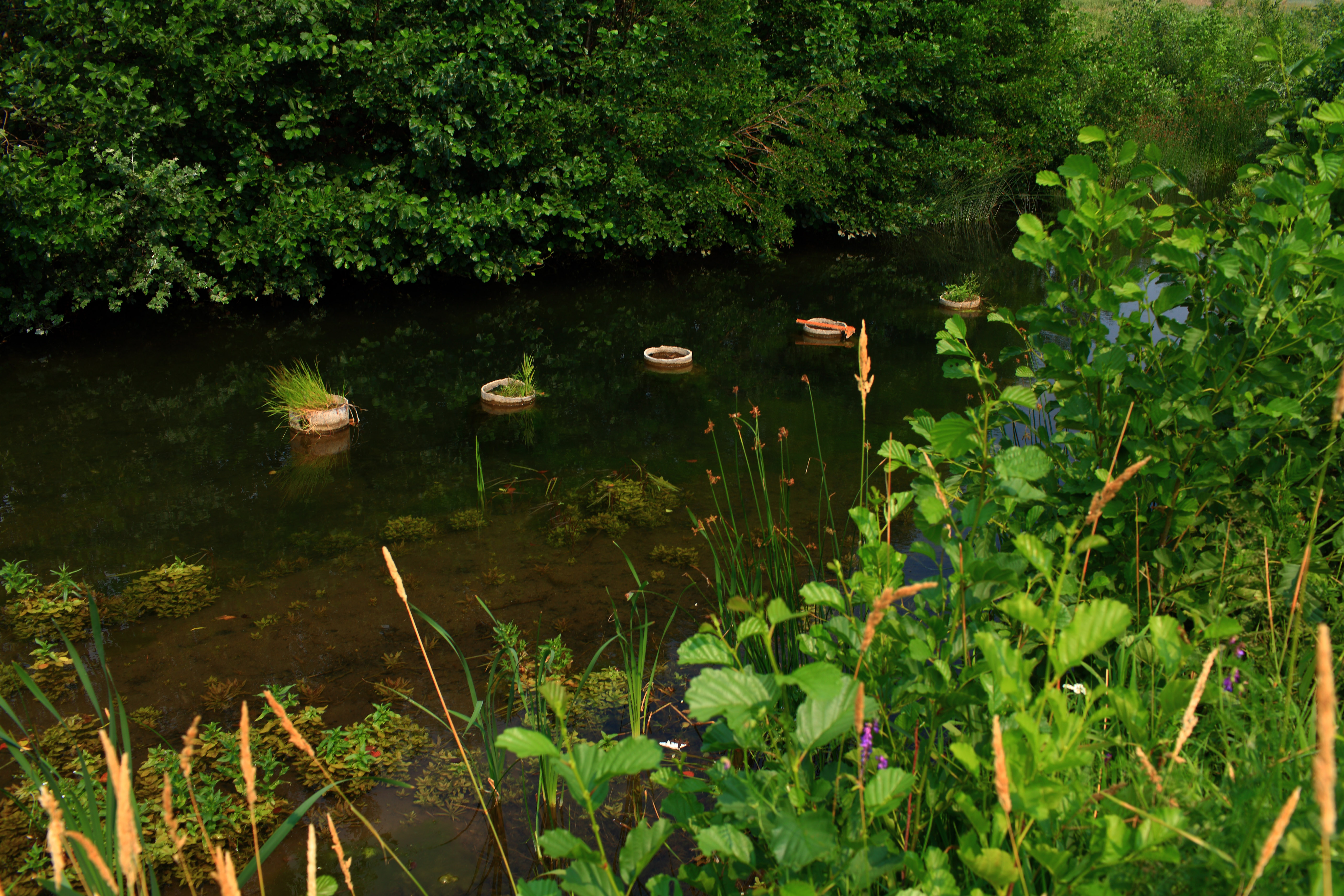
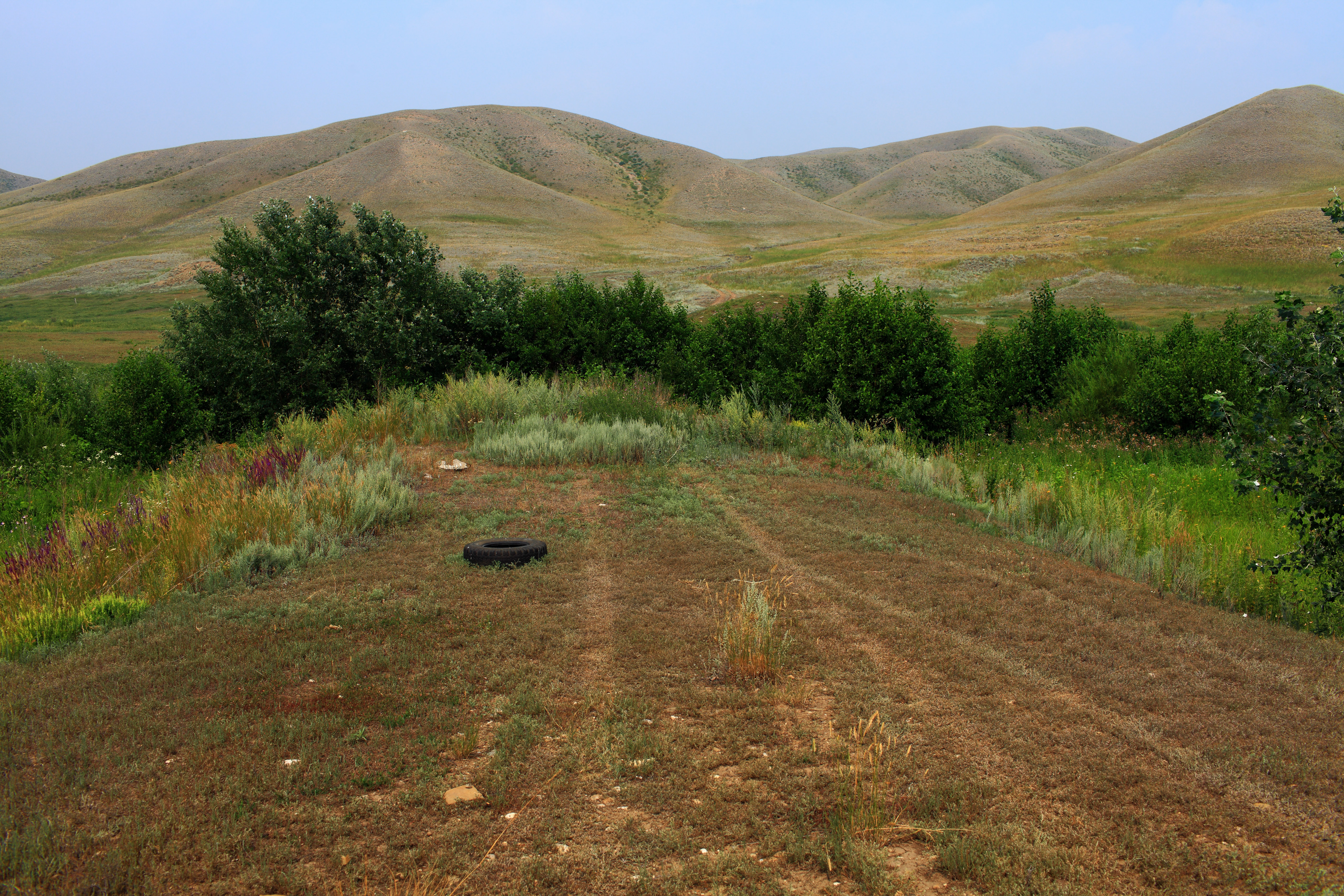
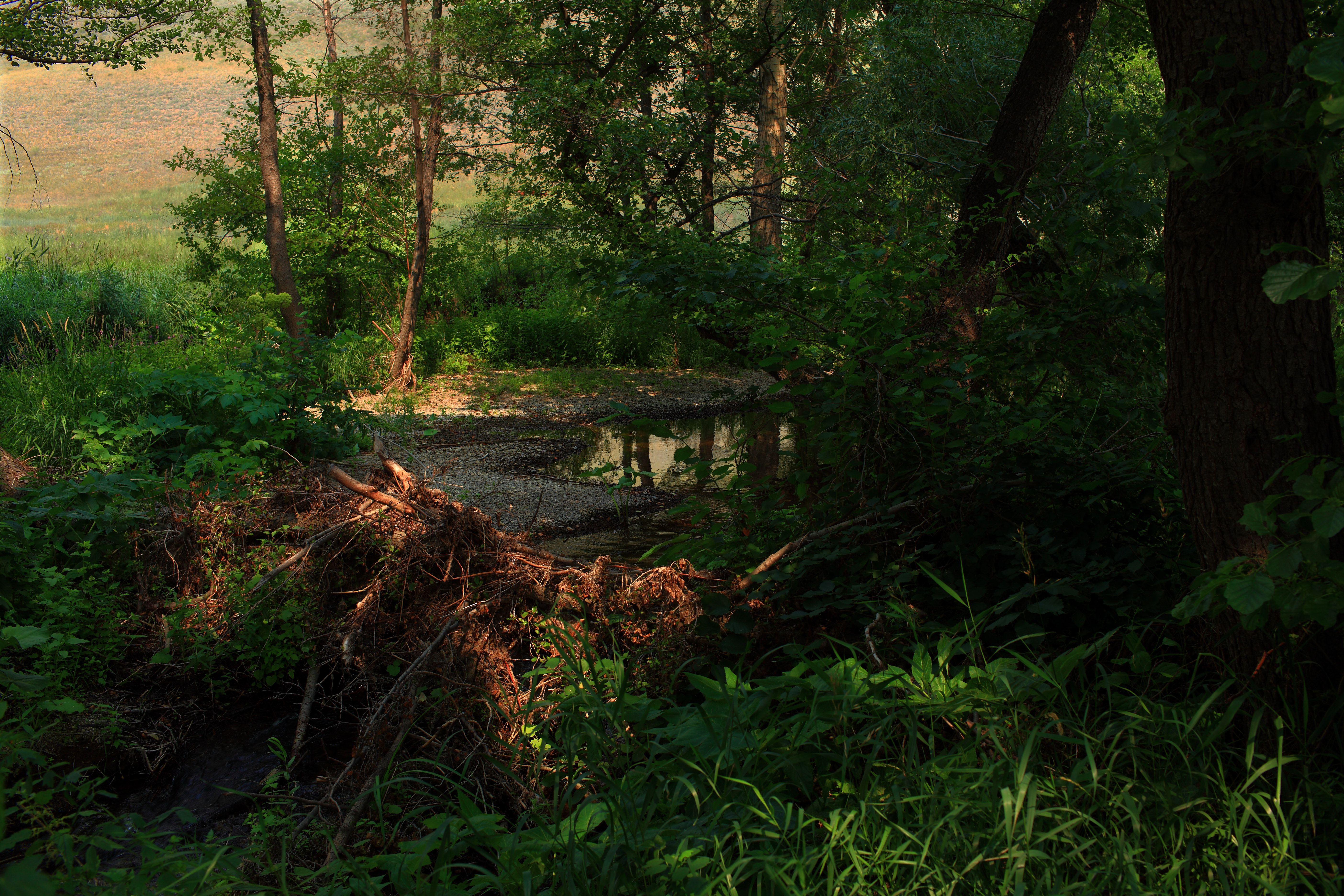
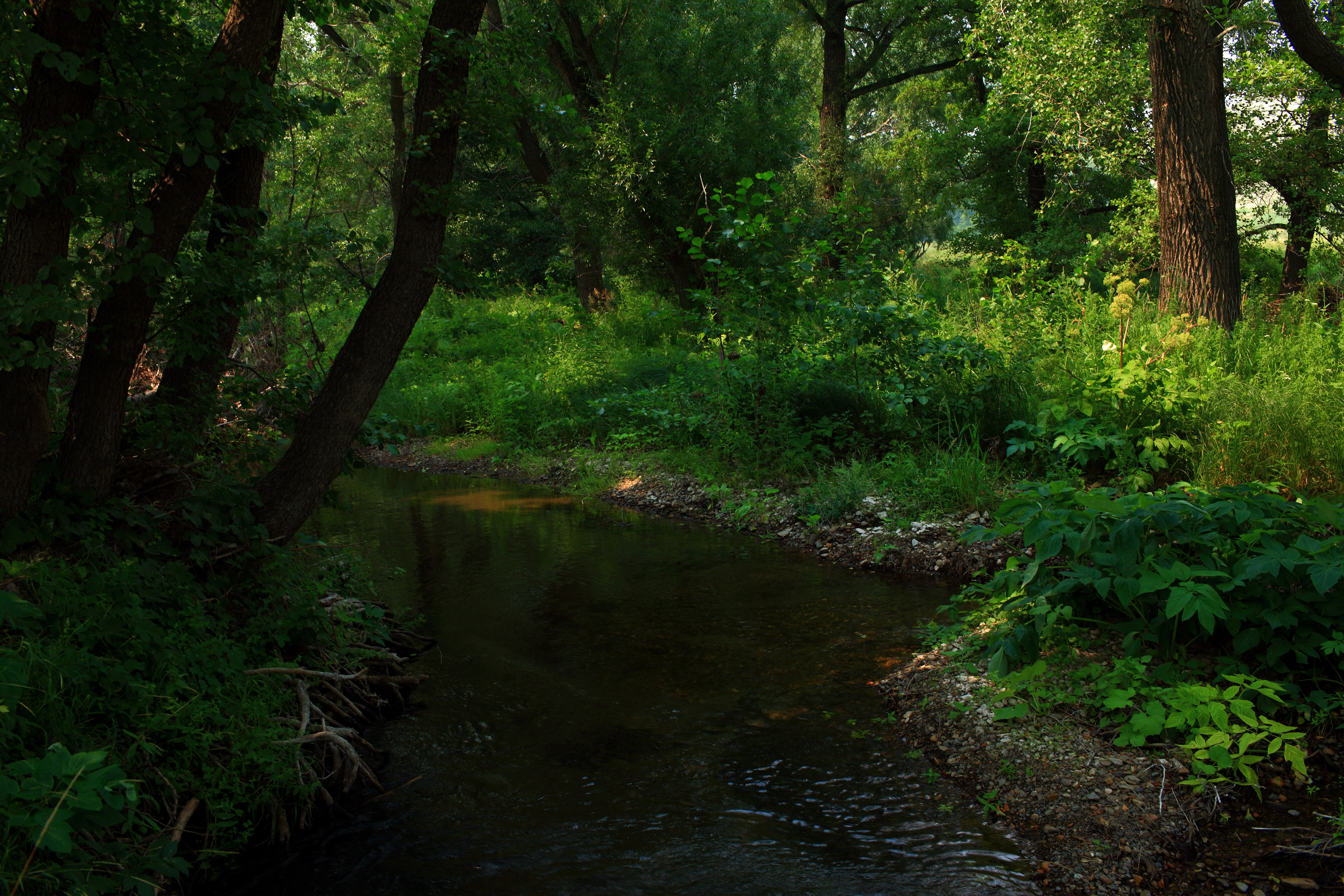
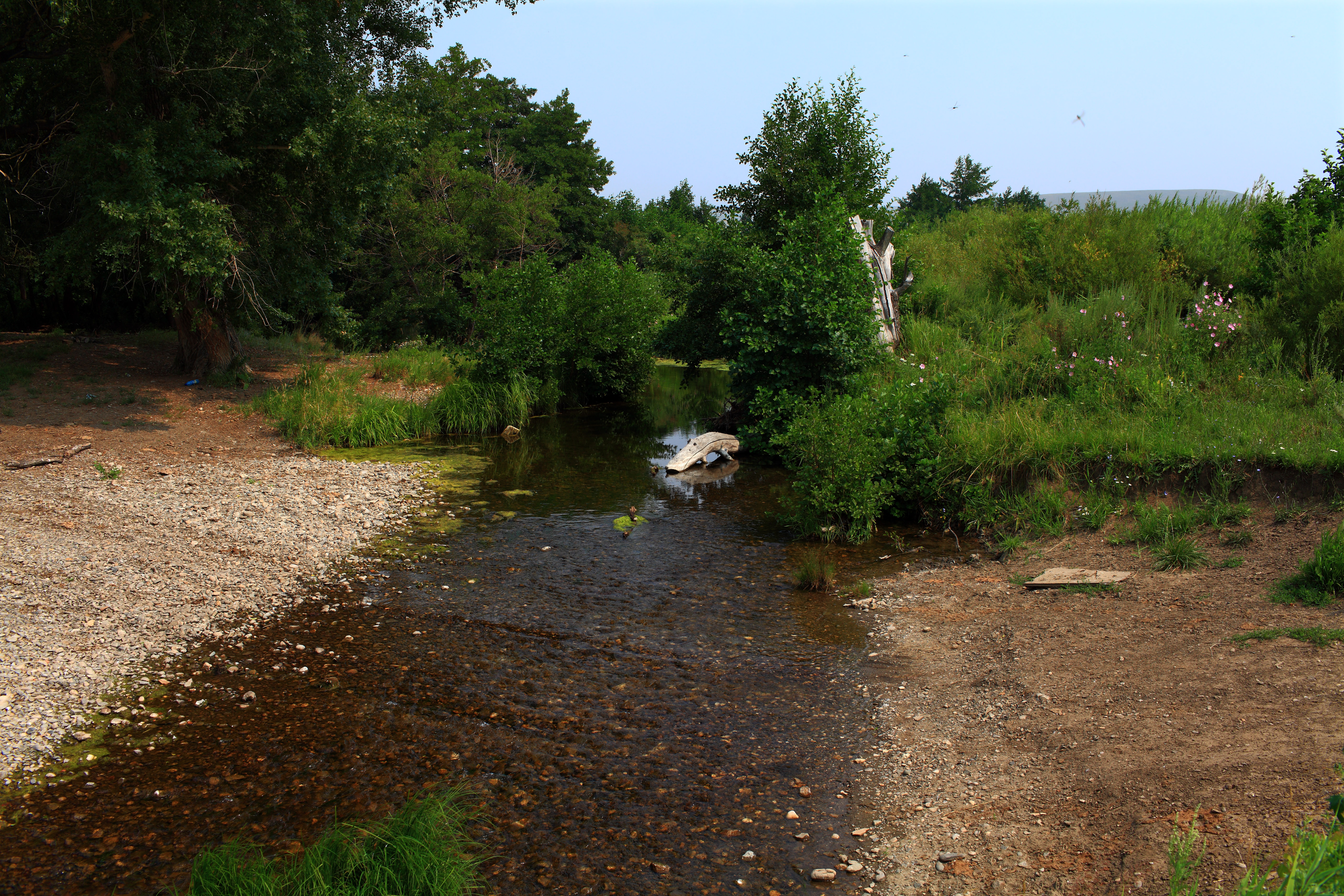
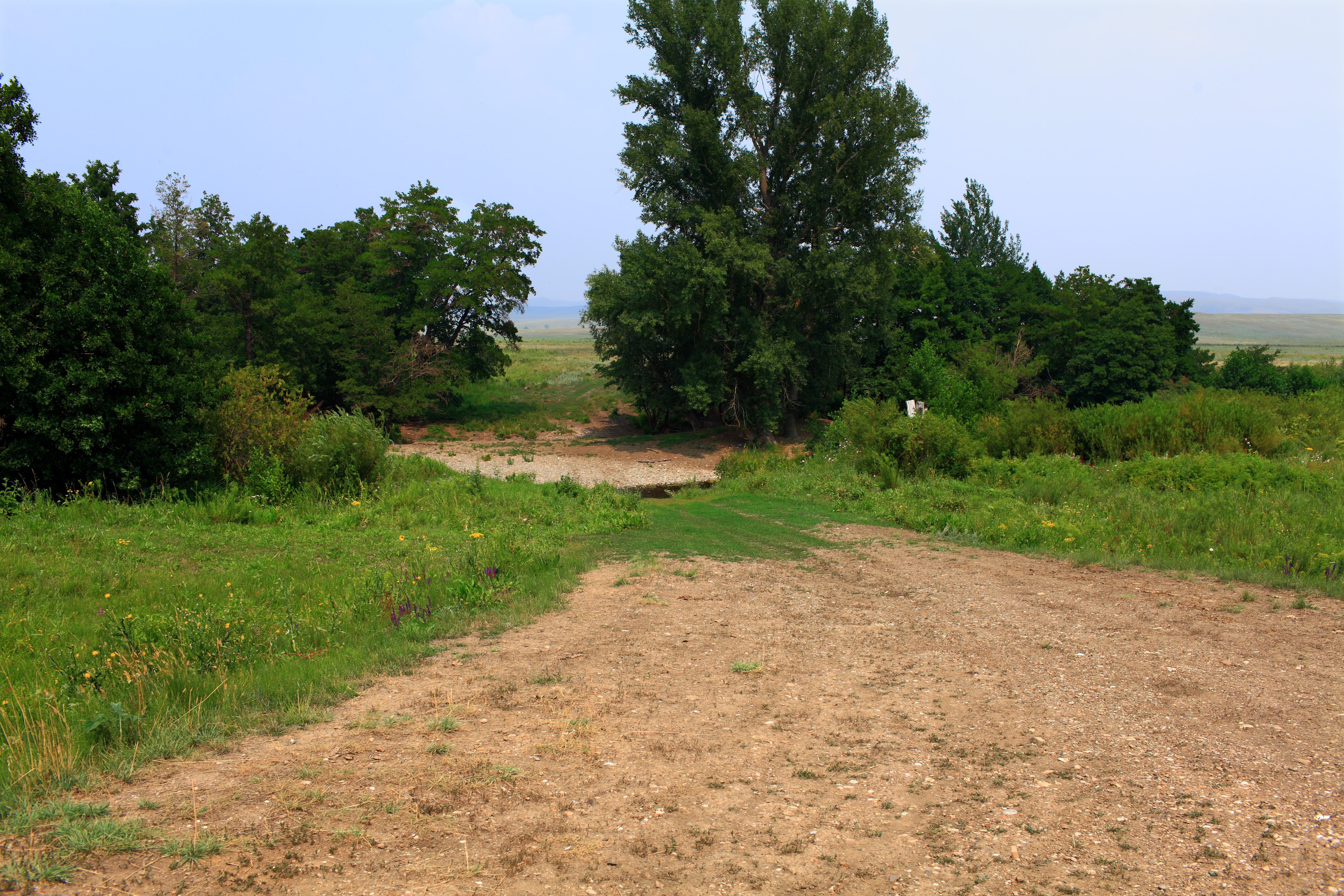
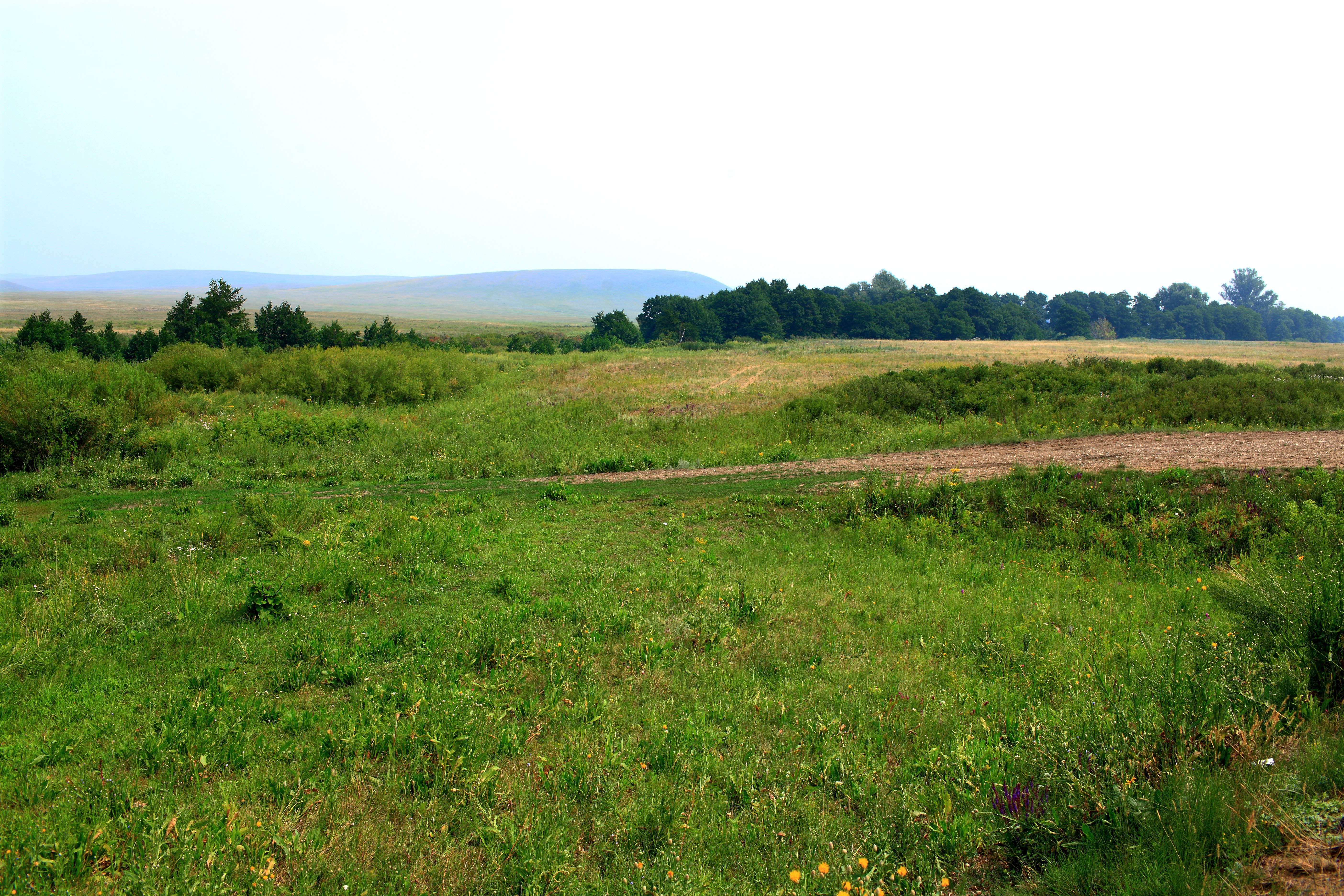
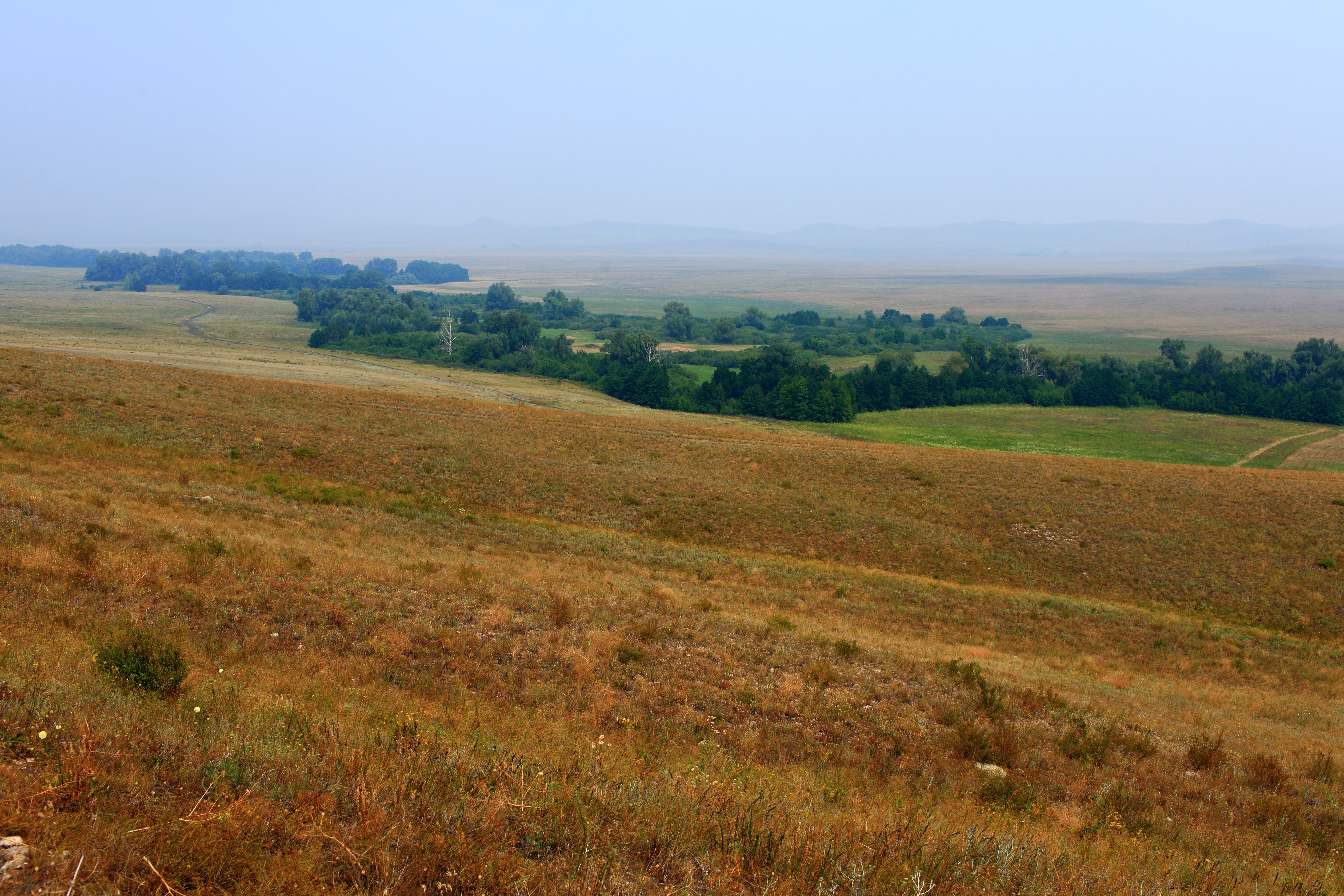